# Asprières
Asprières är en kommun i departementet Aveyron i regionen Occitanien i södra Frankrike. Kommunen ligger  i kantonen Capdenac-Gare som ligger i arrondissementet Villefranche-de-Rouergue. År 2022 hade Asprières 770 invånare.

## Befolkningsutveckling
Antalet invånare i kommunen Asprières
Referens: INSEE